# 朱宇飆
朱宇飆（1971年10月21日—）中国維權律师，中山大學法學碩士，廣東省第一位幫法轮功学员无罪辩护的律師，因此遭當局勞教、判刑、非法拘禁及酷刑，兩度被列入美國國務院2012、2013年度國際宗教自由報告。他經常代理敏感案件而遭當局打壓，為底層群體辯護時經常低價、折價或義務免費，中國報紙曾兩次報導其事蹟。

## 生平
2007年因為幫法輪功無罪辯護，被公安以「反革命」理由抓捕並處一年半劳教並遭酷刑，獲釋後當局曾嘗試无理要求其写下保证书不再维权作为發放律師證的交换条件。他於2010年广州亚运会前夕因為家中被當局抓捕並判刑2年，唐荆陵指與幫法輪功辯護有關，家屬強烈抗議指當局政治迫害，出獄後又被當局秘密送往廣東省三水法制教育所關押，因絕食抗議數十日陷入生命危險。